# الخالدي (تعز)

تعديل مصدري - تعديل

الخالدي هي إحدى قرى الجمهورية اليمنية. وهي تتبع جغرافيًا لمحافظة تعز. وإداريًا لمديرية شرعب الرونة وعزلة الملاوحة. يبلغ تعداد سكانها 2293 نسمة حسب الإحصاء الذي جرى عام 2004.